# Kära vinter
Kära vinter è un album in studio natalizio del cantante svedese Måns Zelmerlöw, pubblicato nel 2011.

## Tracce
1. Kära vinter
2. December
3. Christmas Song
4. Winter Wonderland
5. Have Yourself a Merry Little Christmas
6. I Pray on Christmas (con Björn Skifs)
7. Jag drömmer om en jul hemma (White Christmas)
8. Oh, Come All Ye Faithful (Adeste Fideles)
9. Tomten, jag vill ha en riktig jul
10. The Angel Gabriell (con Lunds studentsångare)
11. Vit som snö (con Pernilla Andersson)